# Grancia
Grancia é uma comuna da Suíça, no Cantão Tessino, com cerca de 377 habitantes. Estende-se por uma área de 0,6 km², de densidade populacional de 628 hab/km². Confina com as seguintes comunas: Barbengo, Carabbia, Collina d'Oro, Lugano.
A língua oficial nesta comuna é o Italiano.